# Holte IF Volleyball (femminile)
L'Holte IF Volleyball è una società pallavolistica femminile danese con sede a Holte: milita nel campionato di VolleyLigaen.

## Storia della società
L'Holte IF Volleyball ottiene il suo primo successo nella Coppa di Danimarca 1986-87, seguita l'anno successivo dalla prima vittoria in campionato.
Nel corso degli anni novanta diventa la squadra pallavolistica più forte di Danimarca, dominando il campionato consecutivamente dal 1993 al 1999 ed ottenendo successi anche nella coppa nazionale: questi risultati qualificano la squadra anche alle competizioni europee, tra cui anche per diverse edizioni della Champions League dove però non riesce ad ottenere nessun risultato di rilievo, uscendo sempre nei turni di qualificazione.
Nel corso degli anni 2000, pur mantenendosi sempre nelle parti alte della classifica la squadra ha raccolto un minor numero di vittorie, per poi ritornare a trionfare nella competizioni nazionale alla fine degli anni 2010.

## Rosa 2016-2017
| N° | Nome              | Ruolo | Data di nascita   | Nazionalità sportiva |
| -- | ----------------- | ----- | ----------------- | -------------------- |
| 1  | Taylor Brisebois  | C     | 18 giugno 1993    | Canada               |
| 2  | Kailin Jones      | L     | 27 dicembre 1992  | Canada               |
| 3  | Kayla Neto        | S     | 14 dicembre 1990  | Stati Uniti          |
| 4  | Marie Bonnesen    | P     | 14 ottobre 1996   | Danimarca            |
| 5  | Amalie Owie       | S     | 4 luglio 1997     | Danimarca            |
| 6  | Caitlin Nyhus     | P     | 6 aprile 1988     | Canada               |
| 7  | Ida Blomberg      | S     | 16 luglio 2000    | Danimarca            |
| 8  | Nora Møllgaard    | S     | 11 febbraio 1997  | Danimarca            |
| 9  | Natalie Buck      | S     | 18 dicembre 1991  | Canada               |
| 10 | Julie Mikaelsen   | S/O   | 20 marzo 1990     | Norvegia             |
| 12 | Nikoline Mogensen | P     | 13 marzo 1996     | Danimarca            |
| 13 | Anneka Hastings   | C     | 25 settembre 1985 | Scozia               |
| 15 | Maia Stripp       | C     | 14 aprile 1998    | Danimarca            |
| 18 | Juliane Daugaard  | C     | 8 ottobre 1992    | Danimarca            |

## Palmarès
- Campionato danese: 18

1987-88, 1988-89, 1989-90, 1992-93, 1993-94, 1994-95, 1995-96, 1996-97, 1997-98, 1998-99,
2002-03, 2008-09, 2011-12, 2012-13, 2016-17, 2018-19, 2019-20, 2020-21
- Coppa di Danimarca: 14

1987-88, 1988-89, 1992-93, 1993-94, 1994-95, 1996-97, 1997-98, 1999-00, 2002-03, 2008-09,
2012-13, 2013-14, 2017-18, 2019-20
- Nordic Club Championships: 1

2016-17